# Velma (Oklahoma)
Velma é uma cidade  localizada no estado norte-americano de Oklahoma, no Condado de Stephens.

## Demografia
Segundo o censo norte-americano de 2000, a sua população era de 664 habitantes.
Em 2006, foi estimada uma população de 698, um aumento de 34 (5.1%).

## Geografia
De acordo com o United States Census Bureau tem uma área de
3,7 km², dos quais 3,7 km² cobertos por terra e 0,0 km² cobertos por água.

## Localidades na vizinhança
O diagrama seguinte representa as localidades num raio de 28 km ao redor de Velma.